# Dorfkirche Rutenberg

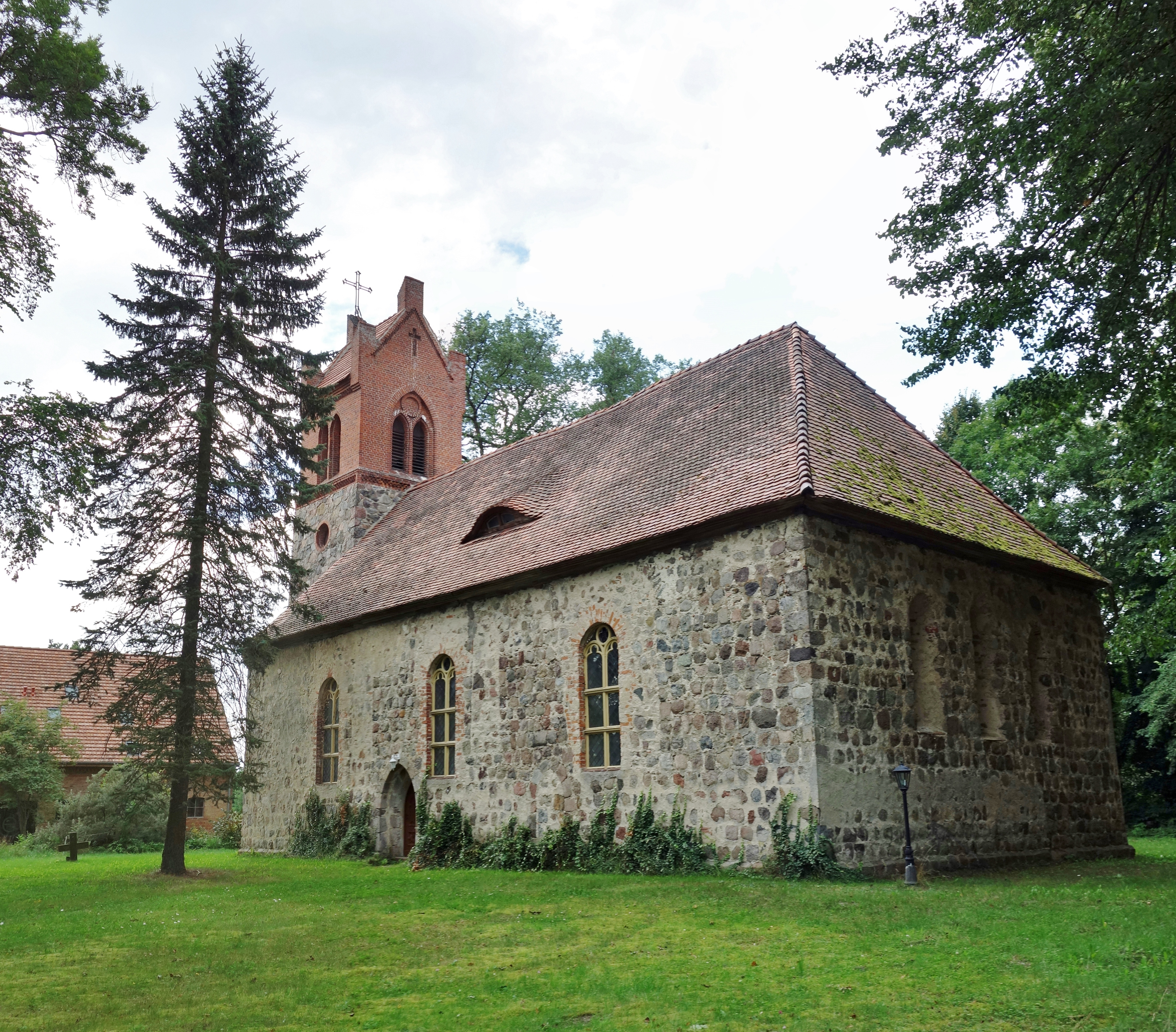
Dorfkirche Rutenberg

Die evangelische, denkmalgeschützte Dorfkirche Rutenberg steht in Rutenberg, einem Ortsteil der Stadt Lychen im Landkreis Uckermark von Brandenburg. Die Kirche gehört zum Kirchenkreis Oberes Havelland der Evangelischen Kirche Berlin-Brandenburg-schlesische Oberlausitz.

## Beschreibung
Die Feldsteinkirche wurde in der zweiten Hälfte des 13. Jahrhunderts errichtet und 1763 erneuert. Der 1886 im Westen angebaute Kirchturm besteht im unteren, bis zum Dachfirst des Langhauses reichenden Teil aus gespaltenen Feldsteinen. Sein oberstes Geschoss aus Backsteinen beherbergt hinter den an allen vier Seiten als Biforien gestalteten Klangarkaden den Glockenstuhl. Im Osten des Kirchenschiffs ist die ursprüngliche Gruppe aus drei spitzbogigen Fenstern erhalten.
Der Innenraum ist mit einer Holzbalkendecke überspannt. Auf der Empore im Westen steht die von Albert Hollenbach 1888 gebaute Orgel.